# إيلي عبود
إيلي عبود (بالفرنسية: Élie Aboud) (من مواليد 12 أكتوبر 1959 في بيروت بلبنان) هو سياسي وطبيب فرنسي لبناني. بصفته عضواً في الجمعية الوطنية الفرنسية، فهو يمثل الدائرة السادسة لإقليم هيرولت، وهو عضو في حزب الجمهوريين. تولى عبود المنصب بعد وفاة النائب السابق بول هنري كوجينك في 6 يوليو 2007، وهو عضو في لجنة الشئون الثقافية والأسرية والاجتماعية.
هو لبناني الأصل، وحصل على درجة البكالوريوس في سن السادسة عشرة، ثم ذهب إلى فرنسا حيث التحق بكلية الطب بجامعة مونبلييه.
تم انتخابه في عام 1995 كعضو مجلس مدينة وعمل في هذا المنصب حتى عام 2001، حيث أصبح النائب الثامن لرئيس بلدية بيزير. وهو رئيس جمعية "جيل فرنسا"، التي أسسها جان فرنسوا كوبيه.

## وصلات خارجية
- (بالفرنسية) Élie Aboud - الموقع الرسمي.
- (بالفرنسية) Élie Aboud إيلي عبود على موقع الجمعية الوطنية الفرنسية.